# 本傑明·基根
本傑明·基根（Benjamin Kigen，1993年7月5日—），肯亞田徑運動員，他代表肯亞隊參加了日本舉行的2020年夏季奧林匹克運動會，並且在男子3000米障礙賽上獲得銅牌。